# Wells Fargo Center (Miami)
Il Wells Fargo Center (precedentemente noto come Met 2 Financial Center) è un grattacielo alto 233 m situato a Miami, in Florida, Stati Uniti.
Fa parte del complesso Metropolitan Miami, situato nel quartiere Downtown Miami. È stato completato nel 2010 ed è l'ottavo edificio più alto di Miami, nonché il nono in Florida.